# Laurent Dubreuil
Laurent Dubreuil (* 25. července 1992 Québec, Québec) je kanadský rychlobruslař.
V roce 2010 se poprvé představil na Světovém poháru juniorů a na juniorském světovém šampionátu. Z MSJ 2011 si přivezl stříbrnou medaili ze závodu na 500 m, o rok později tuto distanci vyhrál a do své medailové sbírky přidal i bronz z trati 1000 m. V sezóně 2011/2012 debutoval v seniorském Světovém poháru i na Mistrovství světa na jednotlivých tratích. Na MS 2015 vybojoval v závodě na 500 m bronzovou medaili. V sezóně 2016/2017 vyhrál s kanadským týmem celkovou klasifikaci Světového poháru v týmovém sprintu. Zúčastnil se Zimních olympijských her 2018, kde v závodě na 500 m skončil na 18. místě a na dvojnásobné distanci se umístil na 25. příčce. Na premiérovém Mistrovství čtyř kontinentů 2020 získal v závodě na 1000 m stříbrnou medaili, na následném Mistrovství světa 2020 vybojoval na kilometrové distanci bronz a ze sprinterského světového šampionátu si přivezl stříbro. Na MS 2021 vyhrál závod na 500 m a na dvojnásobné distanci získal bronzovou medaili. Startoval také na Zimních olympijských hrách 2022, kde vybojoval stříbrnou medaili na trati 1000 m a na poloviční distanci byl čtvrtý. V sezóně 2021/2022 vyhrál celkové hodnocení Světového poháru v závodech na 500 m. Na Mistrovství čtyř kontinentů 2023 zvítězil v závodech na 500 m, na 1000 m a v týmovém sprintu.